# Уппсала (клуб по хоккею с мячом)
«Уппсала» — команда по хоккею с мячом из города Уппсала. Выступает во втором дивизионе.

## История
Команда была основана в 1895 году. Долгие годы была одним из лидеров шведского хоккея первой половины прошлого века.
Команда была первым чемпионом Швеции. Всего становилась чемпионом Швеции 12 раз (1907, 1910, 1911, 1912, 1913, 1915, 1916, 1917, 1918, 1919, 1920, 1933).